# 野口寛
野口 寛（のぐち ひろし、1945年9月 - ）は、日本の政治家。日本共産党所属の元地方議員、政治運動家。鹿児島県立甲南高等学校、九州大学理学部卒業。県立高等学校教員を務めた後、西之表市議会議員を9期務めた。
2010年には、西之表市議会の馬毛島対策特別委員会の委員長を務め、東京の開発会社が米空母艦載機離着陸訓練施設の誘致を公言し、同島内の約170ヘクタール分の伐採工事を行っていることに対して、鹿児島県の許可が必要な開発行為であり、適法性を欠く疑いがあると見解を示した。
2011年6月21日、日米安全保障協議委員会が発表した共同文書の中で、在日米軍再編の一環として、西之表市の市街地から約12kmに浮かぶ馬毛島が米空母艦載機の離着陸訓練の候補地となったことに対して、同年7月7日、赤嶺政賢衆議院議員とともに、防衛省へ要請活動を行った。
2005年の西之表市長選挙にも立候補したが、長野力に惜敗。国政選挙では第46回衆議院議員総選挙（2012年）鹿児島県第5区、第23回参議院議員通常選挙（2013年）鹿児島県選挙区、第47回衆議院議員総選挙（2014年）鹿児島県第5区に立候補し、いずれも落選。
馬毛島への米軍施設を許さない住民の会事務局長を務める。